# Генадий Кацориис
Генадий (на гръцки: Γεννάδιος, Генадиос) е гръцки духовник на Вселенската патриаршия.

## Биография
На 2 април 1772 година Генадий е избран и по-късно е ръкоположени за мирополит на Костурската епархия. Името му е споменато в ктиторския надпис на Жиковищкия манастир от 1785 година.
Според надгробната плоча на митрополит Генадий в двора на Костурската митрополия той умира в 1793 година.